# Mario Fusetti
Mario Fusetti (Milano, 16 agosto 1893 – Sass de Stria, 18 ottobre 1915) è stato un militare italiano.

## Biografia
Arruolato nel Regio esercito, combatté nella prima guerra mondiale, in servizio nell'81º Reggimento fanteria con il grado di sottotenente.

### La morte sul Sasso di Stria
Nell'ottobre del 1915, l'esercito italiano fronteggiava gli austriaci tra le cime del Lagazuoi e del Col di Lana: il Sasso di Stria domina la sottostante strada delle Dolomiti che percorre il Passo Valparola e il Passo Falzarego, e costituiva quindi un importante punto strategico. Dopo alcuni tentativi falliti di attacco alla postazione, rimasta in mano agli austriaci, fu ordinato al reggimento sotto il comando dell'allora colonnello Achille Papa di tentare una nuova incursione. Il sottotenente Fusetti si offrì volontariamente di guidare un gruppo di soldati nella conquista della vetta, situata a 2477 metri di quota, per poi sorprendere gli austriaci posizionati nelle trincee più in basso. Raggiunta la cima la notte del 18 ottobre, dispose i suoi uomini in attesa dei rinforzi, che però tardarono ad arrivare. Furono invece avvistati da alcuni soldati austriaci saliti sulla cresta: scattato l'allarme, iniziarono i combattimenti. Nonostante la resistenza organizzata dal Fusetti, gli italiani furono ben presto accerchiati: molti restarono feriti, e il sottotenente fu colpito alla fronte, mentre si sporgeva fuori del riparo per sparare. Al termine di una sanguinosa battaglia, i pochi superstiti si arresero, dopo aver deposto tra i crepacci le salme dei compagni caduti. 
La storia di quanto era accaduto fu ricostruita grazie alla loro testimonianza, e a quella del tenente al comando degli austriaci. Prima di affrontare la rischiosa spedizione, il sottotenente aveva lasciato una lettera alla famiglia, in cui esprimeva i suoi sentimenti e le ultime volontà, e nella quale chiedeva espressamente che il suo corpo rimanesse nel luogo in cui era stato ucciso.
Per il valoroso comportamento, il 25 febbraio 1923 gli fu conferita la medaglia d'oro al valor militare alla memoria. Le sue spoglie non furono mai ritrovate, ma un cenotafio lo ricorda nel Sacrario militare di Pocol.
A ricordo dell'impresa, nel 2018 gli Alpini, impegnati senza successo nella ricerca dei suoi resti, hanno realizzato una via ferrata in suo onore che ripercorre il tragitto seguito dalla spedizione.

## La lettera testamentaria
Con mano sicura esprimo colle parole che seguono non le mie ultime volontà, ma quei miei pensieri che desidero sopravvivano, per quelli che mi amano, alla mia morte. Sono alla vigilia d'una azione d'ardimento, dal cui esito dipendono in gran parti le sorti d'una vittoria. A me, ai miei compagni d'armi non manca gran copia di fede: l'esito, con la vita, con la bella morte, sarà degno del nostro imperturbabile amore per la Patria. Se cadrò, papà, Gina, angelo mio, amici e parenti che mi amate, non abbiate lacrime per me: io la morte, la bella morte l'ho amata. Non pensatemi col petto squarciato, nell'ultimo spasimo, ma dal furore d'un impeto eroico svanire in una beatitudine suprema. Io ho sognato, nelle peregrinazioni del pensiero nelle grandi questioni umane e cosmiche, un avvenire di perfezione nelle cose morali e nelle fisiche. Ho amato la Patria mia, nell'intimo delle sue divine bellezze, delle sue tradizioni. Ho amato sopra ogni cosa l'umano genere, campo ove è possibile e necessaria la lotta, dove è desiderabile e probabile il pacifico trionfo delle idealità non sacrileghe. E appunto perché ho stimato necessaria la lotta io mi sono volonterosamente, serenamente battuto. Che il mio povero corpo semplicemente riposi dove sono caduto, io desidero; inumato coll'onore delle armi, fra i miei commilitoni. Che il sacrificio mio, umile fra tanta gloria, sproni, se c'è, l'ignavo e dia sangue al codardo. Babbo mio, Gina mia, angelo mio, parenti, amici, voi che tanta parte siete dell'anima mia, con la memoria ... della mamma, in alto i cuori! Con tenerezza serena, con fede, nella pace dell'anima cristiana, sul campo, al cospetto del nemico che non temo mi firmo Mario.
Dai pressi del castello di Buchenstein
P.S. Prego che copia di queste mie parole venga rimessa al mio colonnello, ai miei fratelli d'armi, Addario, Braschi, Grasso, e che partecipazione della mia morte venga, senza retorica, inserita nel Corriere della Sera.
Mario
Questa lettera contiene il mio testamento. Faccio un obbligo d'onore a chi è incaricato di verificare per censura la corrispondenza, di non profanarne il contenuto. Questa lettera potrebbe essere trattenuta per qualche tempo.
S. Tenente Mario Fusetti 81° fant.»